# Benthesicymidae
Benthesicymidae Wood-Mason, 1891, é uma família de camarões pertencentes à superfamília Penaeoidea.